# موراوی (سرزمین آلتای)
موراوی (به لاتین: Muravey) یک منطقهٔ مسکونی در روسیه است که در سرزمین آلتای واقع شده‌است.